# Convento de la Candelaria (La Puebla de Cazalla)
El convento de Nuestra Señora de la Candelaria fue fundado en el siglo XVI en La Puebla de Cazalla, provincia de Sevilla (Andalucía, España). Era de la Orden de los Mínimos de San Francisco de Paula. 
En la propia localidad también es conocido popularmente como "de San Francisco" o "de la Victoria". Fue desamortizado en el siglo XIX.

## Historia
Su fundación no fue un hecho aislado dentro del estado señorial de la Casa de Osuna. Se integra en un amplio proceso de mecenazgo cultural y religioso, desarrollado por Juan Téllez-Girón, IV conde de Ureña y mayordomo de Carlos I. Junto a su esposa llegarían a realizar hasta 16 fundaciones religiosas en sus dominios señoriales.
Juan Téllez-Girón les entregó a los mínimos el convento totalmente terminado y amueblado en 1555. Fue el tercer convento mínimo que fundó, después del convento de la Victoria de Arahal y del convento de la Victoria de Osuna. En las condiciones de la fundación, se especificaba que, además de religiosos para dar misa y confesar, el convento contaría con un fraile con estudios de humanidades ("lector de artes") para enseñar filosofía a los religiosos que quisieran entrar en la Universidad de Osuna.
A comienzos del siglo XVII había veinte religiosos en este convento. La iglesia conventual se derrumbó y fue reconstruida en el siglo XVIII. En 1775 vivían en el convento doce religiosos.
En 1809 el arzobispo de Sevilla trasladó la parroquia de La Puebla de Cazalla a la iglesia del convento por encontrarse la iglesia parroquial muy deteriorada. En 1810, con la invasión francesa, el convento fue exclaustrado, cuando contaba con cuatro frailes. En 1814 los mínimos regresaron al convento, aunque solo pudieron volver dos sacerdotes. En 1821 en el convento había cinco sacerdotes y dos frailes legos. Ese año, durante el Trienio Liberal, el convento fue exclaustrado. Los frailes regresaron en 1823. Finalmente, fue desamortizado en 1835.
Este templo continuó siendo la parroquia del municipio hasta 1886, en que finalizó la construcción de una nueva iglesia parroquial de Nuestra Señora de las Virtudes en el lugar donde estuvo la anterior.

## Hermandades
La Cofradía de la Vera Cruz, probablemente fundada en la ermita de la Concepción, trasladó su sede a este convento en 1555. En 1797 construyeron una capilla propia en el convento, donde permanece.
En 1647 existían otras tres corporaciones en el convento: la Cofradía de Nuestra Señora de la Candelaria, la Hermandad del Dulce Nombre de Jesús y la Cofradía de San Francisco de Paula. La Cofradía de San Francisco de Paula continuaba existiendo en 1673, pero no se tienen más noticias sobre su devenir histórico. En 1809 el resto de las hermandades del municipio se trasladaron a la iglesia del convento, cuando la parroquia se trasladó a este lugar. Las hermandades con más recursos realizaron capillas propias en esta iglesia, que actualmente ocupan: la Hermandad de Nuestra Señora de los Dolores bendijo su capilla en 1840 y la Hermandad de Nuestro Padre Jesús Nazareno bendijo su capilla en 1848. Hacia 1852 la Cofradía de la Vera Cruz reedificó su capilla en este templo.